# Burgerlijk Armbestuur
Het Burgerlijk Armbestuur, vroeger vaak afgekort tot BA, is een instelling die tussen 1854 en 1964 in Nederland de zorg aan armen, zieken en gebrekkigen  regelde.

## Voorgeschiedenis
Al vanaf de middeleeuwen werd de zorg voor de oudere, arme of zieke medemens overgelaten aan kerkelijke liefdadige instellingen. In katholieke streken waren dat meestal kloosters, vaak van orden of congregaties die met dat specifieke doel waren opgericht. In de Republiek der Zeven Verenigde Nederlanden hielden protestantse instellingen, vaak door rijke particulieren begunstigd, zich met die taak bezig. Deze instellingen konden aan voorschriften van stedelijke overheden gebonden zijn. Gemeenten konden soms subsidies verlenen, op voorwaarde dat dan ook de niet-kerkelijke armen werden bedeeld.
Aan het begin van de Franse Tijd (1794-1814) werden in de Zuidelijke Nederlanden alle kloosters opgeheven, waardoor een groot deel van de armenzorg wegviel. De bestaande gasthuizen en armentafels bleven onder verscherpt toezicht van de Franse overheid nog enige tijd bestaan. In het najaar van 1796 kwam de wetgeving tot stand, die het kader vormden voor de nieuwe armenzorg. In 1797 werden in de meeste steden een Bureau van Weldadigheid opgericht, vanaf 1802 Centraal Bureau van Weldadigheid genoemd. Deze maakten vaak gebruik van geconfisqueerde kloosters om burgerlijke gasthuizen, bejaarden- en gebrekkigenhuizen, weeshuizen en vondelingenhuizen in te vestigen. Ze werden deels gefinancierd door de inkomsten van nationaal goed, de zogenaamde 'ontdekte domeinen'.
Na het vertrek van de Fransen kregen de kerkelijke instellingen hun bezittingen terug, hoewel de kloosters niet werden heropgericht. De armenzorg werd in handen gegeven van Colleges ("Kollegies") van Regenten over de Armen (1814-1854), die in alle plaatsen met meer dan 3000 inwoners opgericht moesten worden. Pas vanaf 1854 kregen deze officieel de benaming Burgerlijk Armbestuur, maar die term werd ook daarvoor al gebruikt. In 1818 werd de Wet op het Domicilie van Onderstand van kracht, die bepaalde dat een behoeftige kon delen in de armenzorg in zijn geboorteplaats, tot het moment dat hij of zij vier jaar of langer elders woonachtig was geweest en daar belasting had betaald. De wet leidde tot het doorschuiven van armen van de ene naar de andere gemeente, een situatie die tot 1870 bleef bestaan.

## Armenwet

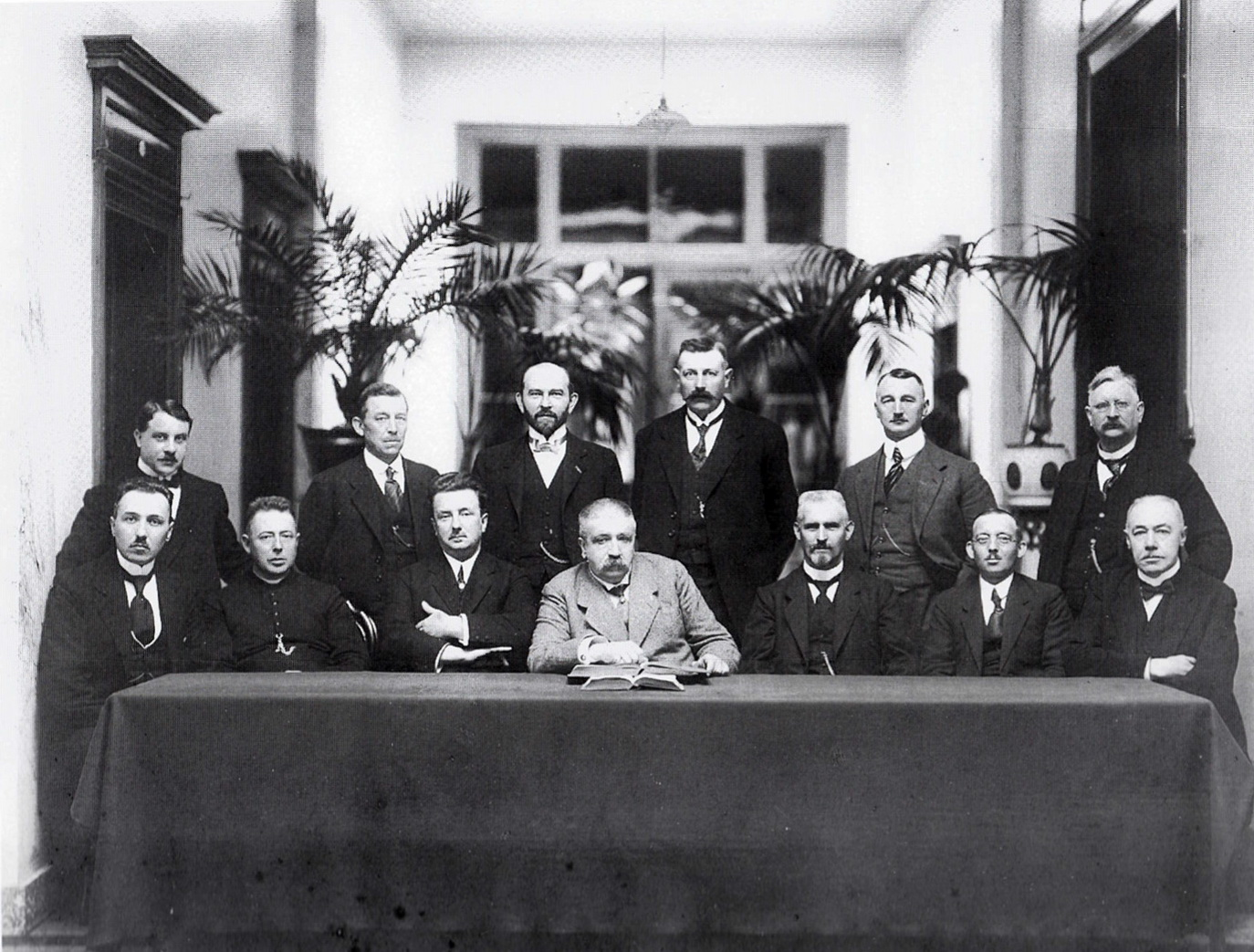
Burgerlijk Armbestuur van Maastricht, 1921

Op grond van de Armenwet van 1854 werden gemeentelijke instellingen ingesteld die mensen moesten steunen waaraan om een of andere reden geen bedeling werd toegekend. Het Burgerlijk Armbestuur bedeelde alleen wanneer de familie of kerkelijke en particuliere instellingen niet bereid of in staat waren om uit te keren. De Armenwet was bedoeld om de Burgerlijk Armbesturen meer vrijheid en zelfstandigheid tegenover de gemeenten te geven. Burgerlijk Armbesturen werden, wanneer het eigen vermogen niet toereikend was, gesubsidieerd door het gemeentebestuur.

## Bestuur Burgerlijk Armbestuur
De bestuurders van de Burgerlijk Armbesturen werden vaak regenten genoemd. Het waren in de negentiende eeuw vrijwel altijd mannen, over het algemeen uit de bovenlaag van de burgerij afkomstig. In Maastricht bestond het Burgerlijk Armbestuur uit een voorzitter en zes bestuursleden, in 1921 uitgebreid naar minimaal elf. De voorzitter moest tevens lid zijn van het college van burgemeester en wethouders. Van 1858 tot 1899 was dat burgemeester Pijls.

## Twintigste eeuw
Na de Eerste Wereldoorlog werden veel taken van Burgerlijk Armbesturen overgeheveld naar andere gemeentelijke instellingen, zoals de Gemeentelijke Dienst voor Maatschappelijk Hulpbetoon, later Gemeentelijke Sociale Dienst genoemd. Eerst gebeurde dit in de grote steden, later ook in kleinere gemeenten. De bestuurlijke verantwoordelijkheid werd daarbij overgedragen aan het college van burgemeester en wethouders. De oprichting van de Gemeentelijke gezondheidsdienst (GGD) in 1921 betekende een verschuiving in de ziekenzorg, waardoor ook hier de Burgerlijk Armbesturen buiten spel werden gezet.
De Algemene bijstandswet van 1 januari 1965 verving de Armenwet van 1854 en betekende het definitieve einde van het Burgerlijk Armbestuur.